# NGC 3839
NGC 3839 (również PGC 36475 lub UGC 6700) – galaktyka spiralna (Sd), znajdująca się w gwiazdozbiorze Lwa. Odkrył ją Édouard Jean-Marie Stephan 19 kwietnia 1882 roku.
W galaktyce tej zaobserwowano supernową SN 2009mh.